# Fecial

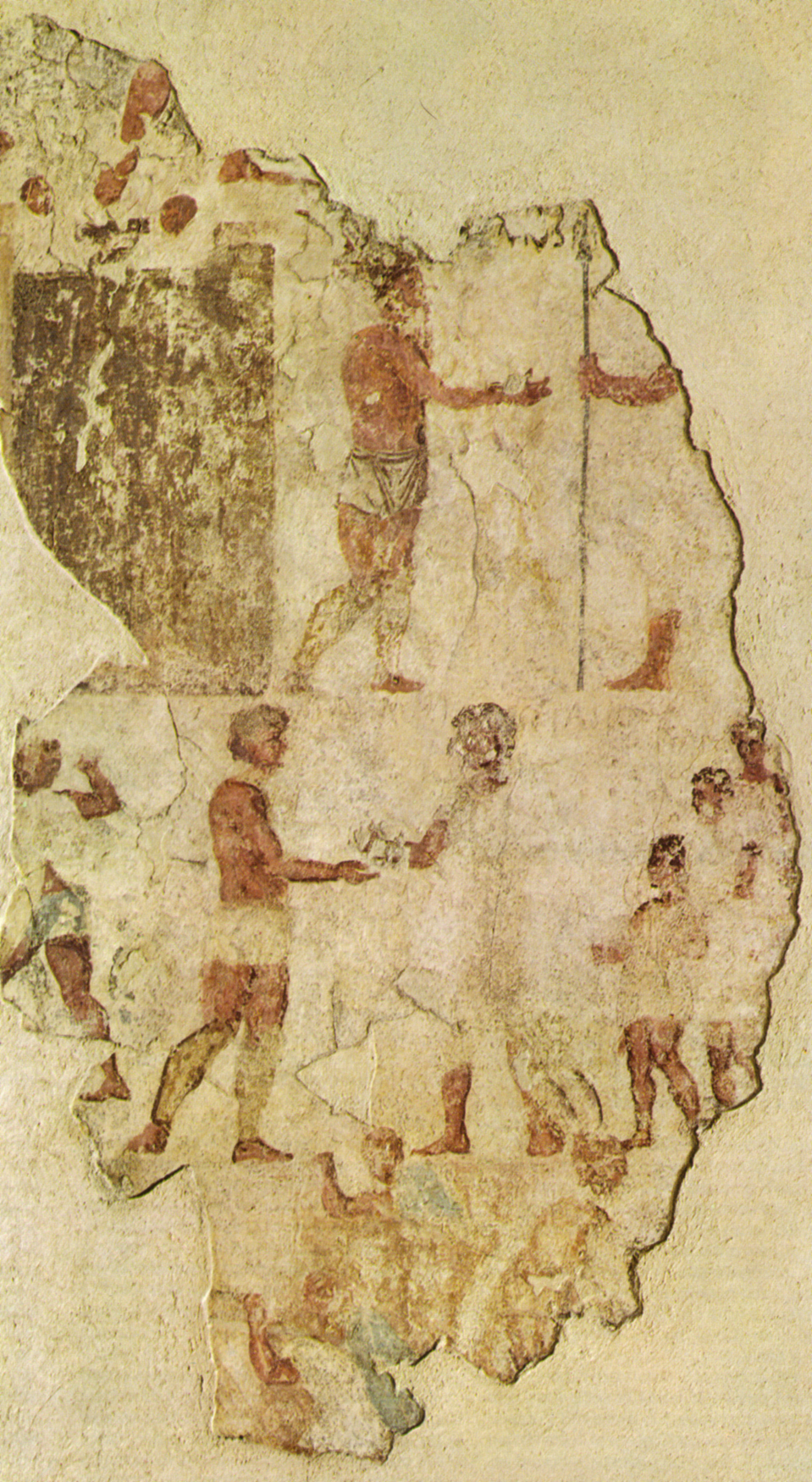
Una de les primeres pintures romanes al fresc (inicis del s. III aC) amb representació de la necròpoli de l'Esquilí, amb una escena que sembla un fecial al centre.

El fecial era el missatger de l'estat i formava part d'una institució vinculada a la religió de l'antiga Roma, encarregat de perpetuar per tradició oral els tractats concertats amb altres ciutats, d'emetre dictàmens sobre les violacions d'aquests tractats i eren responsables de diferents drets relatius als tractats.

## Origen
La creació de la figura dels fecials és atribuïda majoritàriament a Numa Pompili, un rei de caràcter pacifista, el qual els hauria ideat com a negociadors en cas de conflicte, inspirats pels déus, per tal d'esgotar tots els recursos abans d'arribar a una declaració de guerra. Encara que algunes llegendes també citen Tul·li Hostili i Anc Marci com a creadors dels fecials, sí que se sap del cert que existia un cos anàleg a la ciutat d'Alba Longa. A partir de Livi es dedueix que el dret atorgat als fecials va néixer d'una demanda feta pels Eques, els habitants d'una ciutat situada al nord-est de Roma. En el llibre primer de la seva obra Ab Urbe Condita explica l'adopció per part del rei Anc Marci de la figura dels fecials per fer-se'n càrrec de les compensacions requerides pels eques pels danys causats pels llatins i romans. Segons aquesta tradició s'apropava als límits d'un altre poble, plantava una asta (pilum) ensangonada i després de recitar unes paraules rituals la llançava cap al territori enemic.

## Organització i funcions
Hi havia 20 fecials, entre els quals un era nomenat Pater patratus populi romani (del verb patrare, «fer un jurament»), i era el portaveu oficial del Collegium i l'únic amb dret a trencar o sancionar tractats. En cas de declaració de guerra a un poble que compartia fronteres amb Roma hi anava aquest pater patratus, però si era més lluny s'enviava una delegació de dos o quatre fecials.
Els fecials també eren garants dels acords sota jurament i es castigava amb duresa els qui no complien amb la paraula donada, en particular, amb els desertors de guerra. Eren també els defensors de la dignitat i de l'orgull de Roma fins al punt de ser identificats amb la pròpia Urbs. Qualsevol ofensa contra la ciutat havia d'obtenir satisfacció, i si no fos possible a través de la negociació (passats uns 33 dies sense obtenir resposta de la demanda de compensacions) es feia una proposta de guerra davant dels déus; per tant eren símbol de justícia i de legitimació de la guerra.
El fecial era un sacerdot, ja que actuava com a guardià de la fe pública posant com a testimoni els déus. Quan s'iniciava una disputa amb un estat estranger analitzaven les maneres d'obtenir o donar satisfacció (rerum repetitio), de determinar les causes del conflicte, i de fer els ritus religiosos lligats a la declaració de guerra o a la ratificació de la pau. El nom sembla derivar de fides («fe»), de foedus («tractat») o potser d'una arrel feti amb el significat de «fundació, fonamentació».
Segons Marc Terenci Varró sembla que inicialment els fecials eren escollits entre les més nobles famílies, probablement tots de la tribu dels ramnes. L'ofici era vitalici i les vacants es cobrien per cooptació fins que probablement la llei Domícia va fer que fossin designats pels comicis tribunats.
Els altres col·legis sacerdotals que estaven relacionats amb les guerres eren els salii, dotze sacerdots lligats al culte de Mart. Les decisions dels fecials eren inviolables i les seves fórmules i discursos conformaven l'anomenat Ius Fetiales (dret fecial) que regulava la corporació.

## Cerimònia de declaració de guerra
Els fecials, feien sacrificis al temple de Júpiter Capitolí invocant a Iuppiter Feretrius (probablement de ferire, «copejar» o de ferretum, «suport per desar les armes») fent servir una pedra de sílex amb la qual es copejaven el pit (simbolitzant el raig de Júpiter que aniquila els perjurs) i fent servir l'herba sagrada anomenada sagmina (generalment identificada amb la verbena, que simbolitzava Roma).
Quan els rituals portaven a decidir una declaració de guerra el pater patratus anava a clavar la llança al territori fronterer, o si la declaració era contra un territori llunyà s'anava al temple de Bel·lona a fer un ritual simbòlic de llançament del pilum.

## Desaparició
L'ofici de fecial va anar caient en desús amb l'adquisició de protagonisme dels emperadors. Claudi va intentar recuperar el cos de fecials però després de la seva mort ja no n'hi va haver.